# Erlan Elewsïnov
Erlan Wmïrzakovïç Elewsïnov (in kazako Ерлан Умирзакович Елеусинов?, in russo Ерлан Умирзакович Елеусинов?, Erlan Umirzakovič Eleusinov; 2 luglio 1972) è un ex calciatore kazako, di ruolo difensore.